# Les Temps Modernes
Les Temps modernes (svenska: Moderna tider) var en fransk litterär, filosofisk och politisk tidskrift som startades av Jean-Paul Sartre 1945. Tidskriften gavs ut av förlagshuset Gallimard. Tidskriftens chefredaktör var Claude Lanzmann.

## Historik
Les Temps Modernes startades av Jean-Paul Sartre 1945 med syftet att publicera "littérature engagée" (engagerad litteratur). Tidskriften skulle framföra en existentialistisk hållning – politiskt, filosofiskt och litterärt. I den första redaktionen ingick bland andra Simone de Beauvoir, Raymond Aron, Maurice Merleau-Ponty och Jean Paulhan. 
Bland de som bidragit med artiklar eller litterära texter i tidskriften återfinns Jules Vuillemin, Richard Wright, Samuel Beckett, Alberto Moravia, Boris Vian, Jean Genet, Violette Leduc, Marguerite Duras och Nathalie Sarraute. Les Temps Modernes har utgivit en mängd specialnummer kring ämnen som Ungernrevolten, Vietnamkriget, Israel–Palestina-konflikten och vänsterrörelsen. Under Algerietkriget stödde Les Temps Modernes den algeriska frihetsrörelsen FLN.
Tidskriften var som mest inflytelserik på 1960-talet. Den hade då över 20 000 prenumeranter.
Les Temps Modernes har bytt förlagshus flera gånger: fram till 1949 gavs den ut av Gallimard, mellan 1949 och 1965 av Julliard, därefter av Presses d'aujourd'hui och från 1985 på nytt av Gallimard.
Jean-Paul Sartre och Simone de Beauvoir var båda chefredaktörer från starten. Efter Sartres död 1980 blev de Beauvoir ensam chefredaktör. Efter hennes bortgång 1986 övertog Claude Lanzmann redaktörskapet för tidskriften. Les Temps Modernes gavs ut varannan månad och kom i november 2013 ut med sitt 676:e nummer sedan starten 1945. Lanzmann avled 2018 och tidskriften lades ned året därpå.